# شمال آمریکا
شمال آمریکا (انگلیسی: Northern America) شمالی‌ترین بخش قاره آمریکای شمالی است که حد و مرزهای آن در تعریف‌های مختلف اندکی متفاوت است. بر پایه یک تعریف، شمال آمریکا مستقیماً در شمال آمریکای میانی (مکزیک، کارائیب و آمریکای مرکزی) قرار دارد و بدین ترتیب مرز ایالات متحده آمریکا-مکزیک منطبق بر مرز شمال آمریکا با دیگر بخش‌های آمریکای شمالی است. از نظر جغرافیای سیاسی و بر پایه طرح جغرافیای جهان سازمان ملل متحد، شمال آمریکا کانادا، گرینلند، سن-پیر-ا-میکلون و ایالات متحده آمریکا (به جز پورتوریکو، جزایر ویرجین ایالات متحده آمریکا و دیگر قلمروهای فرعی ایالات متحده) را در بر می‌گیرد.

## کشورها و قلمروهای وابسته
| کشور یا قلمرو       | وسعت (کیلومتر مربع) | جمعیت (۲۰۱۶) | تراکم جمعیت (در کیلومتر مربع) | پایتخت                  |
| ------------------- | ------------------- | ------------ | ----------------------------- | ----------------------- |
| برمودا              | ۵۳٫۲                | ۶۱٬۶۶۶       | ۱٬۲۷۵                         | همیلتون (برمودا)        |
| کانادا              | ۹٬۹۸۴٬۶۷۰           | ۳۶٬۲۸۹٬۸۲۲   | ۳٫۴                           | اتاوا                   |
| گرینلند             | ۲٬۱۶۶٬۰۸۶           | ۵۶٬۴۱۲       | ۰٫۰۲۶                         | نوک (گرینلند)           |
| سنت پیر و ماژلان    | ۲۴۲                 | ۶٬۳۰۵        | ۲۵                            | سن پیر، سن-پیر-ا-میکلون |
| ایالات متحده آمریکا | ۹٬۸۲۶٬۶۷۵           | ۳۲۲٬۱۷۹٬۶۰۵  | ۳۲٫۷                          | واشینگتن، دی.سی.        |